# Edward Joseph Young
Edward Joseph Young (29 novembre 1907 - 14 février 1968) est un théologien réformé et un spécialiste de l'Ancien Testament au Séminaire théologique de Westminster à Philadelphie, en Pennsylvanie, de 1936 jusqu'à sa mort.

## Biographie
Young obtient un BA de l'Université Stanford en 1929, un Th. B. (l'équivalent d'un M.Div.) et un Th. M. du Westminster Theological Seminary en 1935, et un Ph.D. du Dropsie College en 1943. Il est ministre ordonné dans l'Église presbytérienne (États-Unis) de 1935 à 1936, puis dans l'Église presbytérienne orthodoxe jusqu'à sa mort.
Allan Harman souligne trois aspects de la carrière de Young : il « gardait inébranlablement une haute opinion des Écritures », il est « lecteur en profondeur la littérature de son domaine de prédilection » et il « consacrait ses dons exceptionnels au service de l'Église et du Royaume du Christ ». 
Young est un partisan de l'auteur unique du livre d'Isaïe.

## Publications
- Old Testament Introduction (1949)
- The Prophecy of Daniel ( commentaire biblique, 1949)
- My Servants the Prophets (1952)
- The Authority of the Old Testament (1953)
- Thy Word is Truth (1957)
- The Book of Isaiah (commentaire biblique, 1965-1972)
- Genesis 3 (commentaire biblique, 1966)
- In the Beginning: Genesis 1-3 and the Authority of Scripture
- Isaiah 53: A Devotional Study
- The Way Everlasting: On Psalm 139 A Study in the Omniscience of God
- The God-breathed Scripture